# ديانا غارسيا
ديانا غارسيا (بالإسبانية: Diana García Orrego) هي دراجة كولومبية، ولدت في 17 مارس 1982 في باربوسا في كولومبيا.

## وصلات خارجية
- ديانا غارسيا على موقع أرشيف الدراجات (الإنجليزية)
- ديانا غارسيا على موقع CycleBase (الإنجليزية)
- ديانا غارسيا على موقع أوليمبيديا (الإنجليزية)